# Spoorlijn Wuppertal-Wichlinghausen - Hattingen
De spoorlijn Wuppertal-Wichlinghausen - Hattingen was een Duitse spoorlijn en was als spoorlijn 2713 onder beheer van DB Netze.

## Geschiedenis
Het traject werd door de Rheinische Eisenbahn-Gesellschaft geopend op 20 mei 1884. In 1984 is het gedeelte tussen Schee en Hattingen gesloten, in 1992 ook het gedeelte tussen Wichlinghausen en Schee.   

## Aansluitingen
In de volgende plaatsen is of was er een aansluiting op de volgende spoorlijnen:
Wuppertal-Wichlinghausen
DB 2423, spoorlijn tussen Düsseldorf-Derendorf en Dortmund Süd
DB 2710, spoorlijn tussen Wuppertal-Oberbarmen en Wuppertal-Wichlinghausen
Schee
DB 2714, spoorlijn tussen Schee en Silschede
Bossel
lijn tussen Bossel en Blankenstein
Hattingen
DB 2292, spoorlijn tussen Hattingen en Hattingen Mitte
DB 2400, spoorlijn tussen Düsseldorf en Hagen